# 카디자 쇼
카디자 쇼(영어: Khadija Shaw, 1997년 1월 31일 ~ )는 자메이카의 여자 축구 선수이다. 포지션은 공격수이다.

## 경력
2019년 FC 지롱댕 드 보르도 페메니에 입단해 2020-21 시즌 득점왕을 하였다. 2021년 맨체스터 시티에 입단해 2021-22 시즌 리그컵 우승에 기여하였고, 2023-24 시즌 득점왕을 하였다

## 수상

### 클럽
맨체스터 시티 WFC
- FA 여자 리그 컵 우승 1회 (2021-22)
- 여자 FA 컵 준우승 1회 (2021-22)

### 개인
- 디비지옹 1 페미닌 득점왕 (2020-21)
- CONCCACAF의 올해의 여자 선수 (2022)
- CONCCACAF W 챔피언십 베스트 11 (2022)
- FA 여자 슈퍼리그 이달의 선수 (2022년 10월, 2023년 3월, 2023년 12월)
- PFA 올해의 팀 (2022-23)
- FA 여자 슈퍼리그 득점왕 (2023-24)